# آلیسون سروتی
آلیسون سروتی (انگلیسی: Alison Cerutti؛ زاده ۷ دسامبر ۱۹۸۵) یک بازیکن حرفه‌ای والیبال ساحلی اهل برزیل است. 
و به همراه با امانوئل رگو تور جهانی سواچ پراگ سال ۲۰۱۱ به دست آورد.